# Adil (prénom)
Pour les articles homonymes, voir Adil et Adel.
Adil (arabe : عادل) (aussi prononcé Adel) est un prénom d'origine arabe dont la racine est dérivée du mot « Adl » (arabe : عدل) signifiant « justice ». Le prénom en lui-même signifie « le juste, l'équitable ». Il est très utilisé par les musulmans ainsi que par les communautés chrétiennes arabophones du Proche-Orient (Égypte, Liban, Palestine, Syrie, Jordanie ou Irak). Sa version féminine existe « Adila » (Arabe : عادلة) mais reste très rarement employée.

## Personnalités portant ce prénom
- Adil Auassar (1986-), footballeur néerlandais d'origine marocaine
- Adel Bencherif (1975-), acteur français d'origine tunisienne
- Adil Çarçani (1922-1997), homme politique albanais
- Adil Kaouch (1979-), athlète marocain
- Adil Rami (1985-), footballeur français d'origine marocaine